# South Angle Lake
South Angle Lake är en sjö i Antarktis. Den ligger i Östantarktis. Australien gör anspråk på området. South Angle Lake ligger 10 meter över havet. Arean är 0,16 kvadratkilometer. Den sträcker sig 1,1 kilometer i nord-sydlig riktning, och 0,5 kilometer i öst-västlig riktning.